# Special Olympics Deutschland

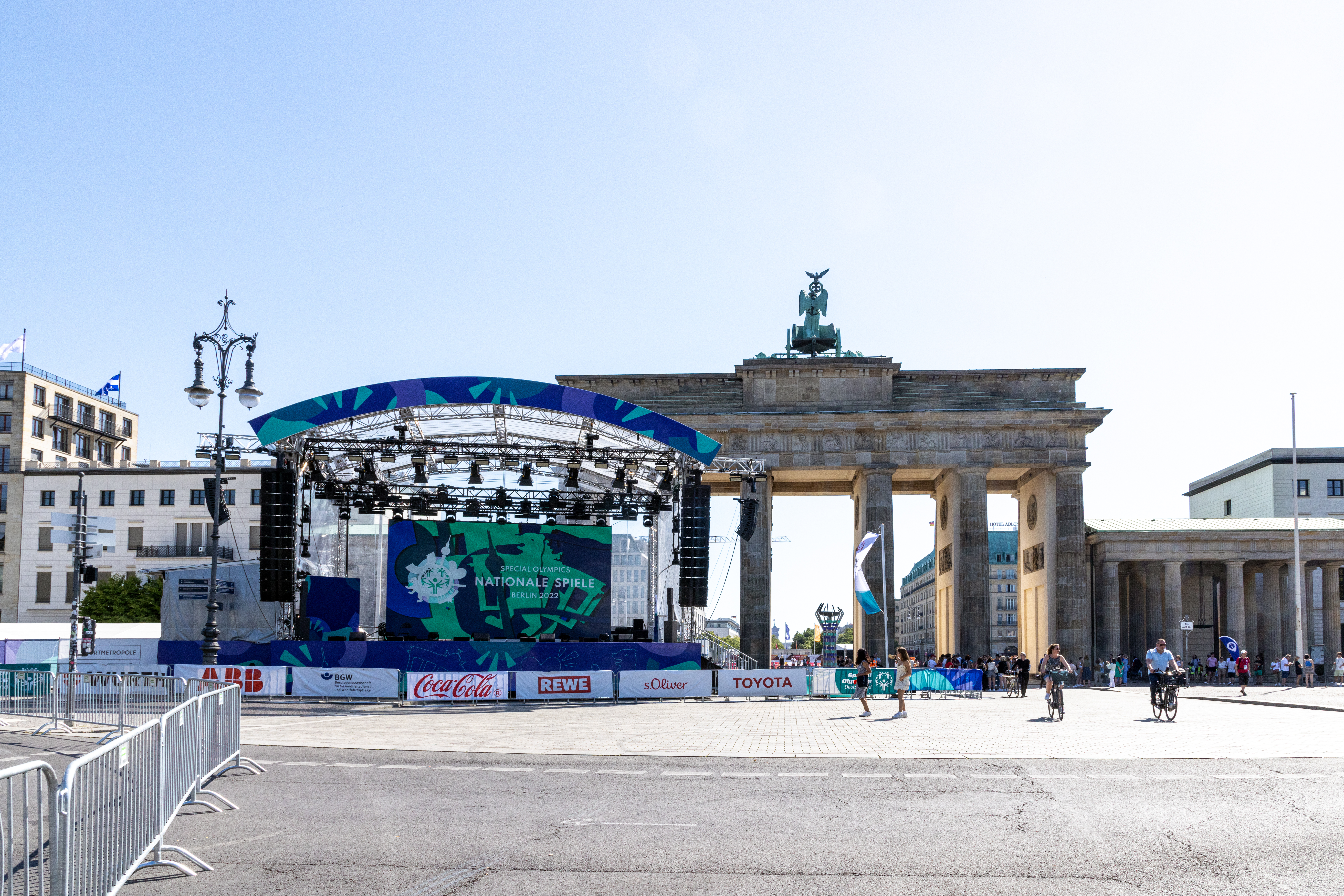
Nationale Sommerspiele von Special Olympics Deutschland, 2022, Tribüne am Brandenburger Tor

Special Olympics Deutschland e. V. (SOD) ist der deutsche Bundesverband von Special Olympics International. SOD wurde am 3. Oktober 1991 als gemeinsame Initiative der großen deutschen Verbände (u. a. Diakonie, Bundesvereinigung Lebenshilfe, Caritas) ins Leben gerufen, um das sportliche Engagement geistig beeinträchtigter Menschen zu fördern. Seit 2007 ist der eingetragene Verein als Verband mit besonderen Aufgaben ein Mitglied des Deutschen Olympischen Sportbundes (DOSB), seit Dezember 2018 gehört er dort zur Gruppe der Spitzensportverbände.

## Organisation

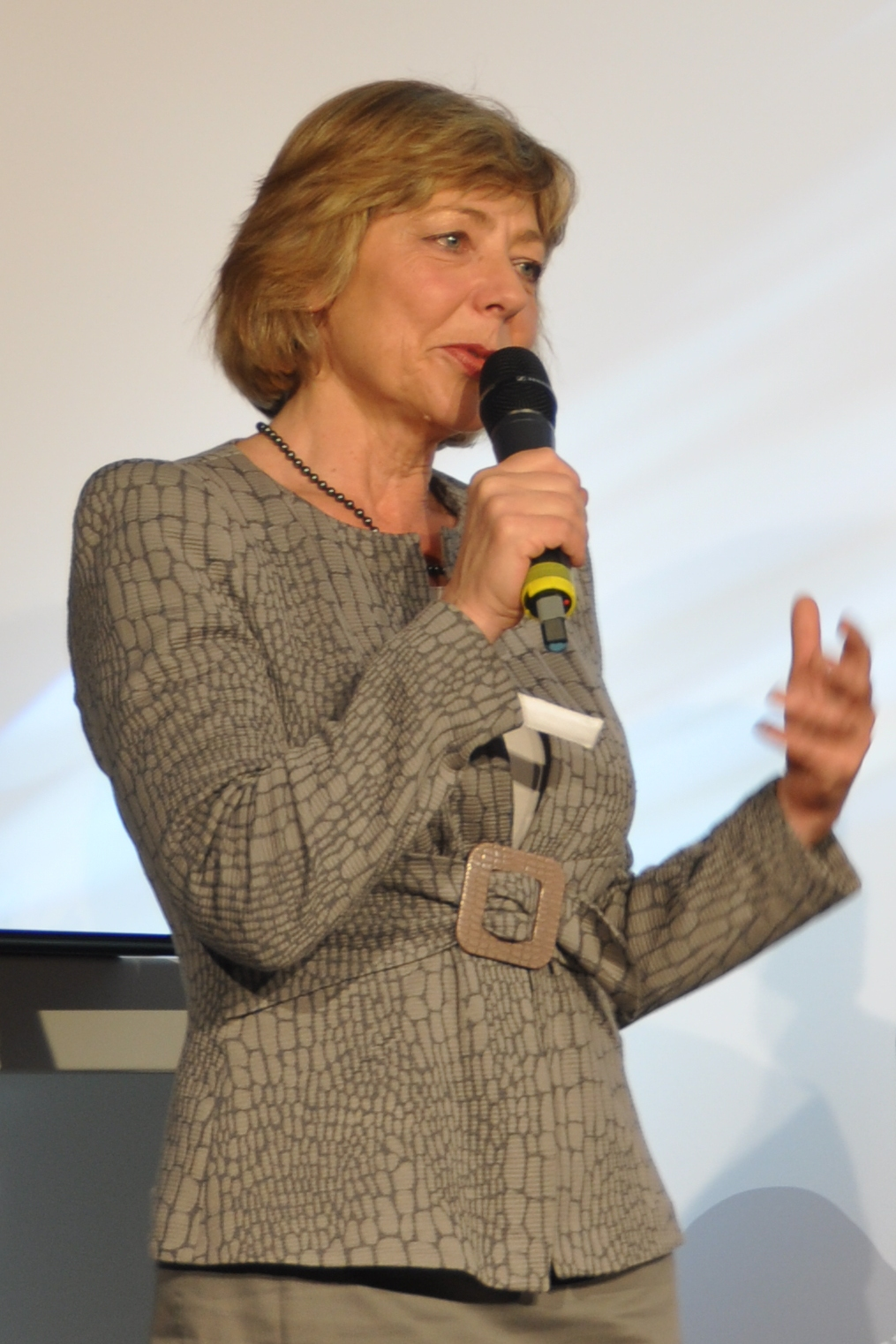
Daniela Schadt (2017), ehemalige Schirmherrin von Special Olympics Deutschland

Special Olympics richtet sich an der Philosophie von Special Olympics aus, die in den USA entwickelt wurde (general rules). In der Satzung wird der Vereinszweck so formuliert:

„Zweck des Vereins ist es, in der Bundesrepublik Deutschland Möglichkeiten sportlicher Betätigung für Menschen mit geistiger Behinderung auf der Basis deutscher Entwicklungen und der Idee und Philosophie der Special Olympics Bewegung zu schaffen, durch Bewegung, Spiel und Sport Hilfen zur Persönlichkeitsentwicklung von Menschen mit geistiger Behinderung zu geben und zu ihrer Inklusion auf der Grundlage der UN-Behindertenrechtskonvention in die Gesellschaft beizutragen.“

Auf der Ebene der Bundesländer existieren 16 Landesverbände.
Mehr als 1.100 Organisationen sind Mitglieder von SOD, darunter Verbände für Behindertensport, Behinderteneinrichtungen und Behindertenverbände. Über 40.000 Menschen trainieren heute in Deutschland nach dem Special Olympics Regelwerk.
Der Verein wird von einem ehrenamtlichen Präsidium geleitet, das aus der Präsidentin, mehreren Vizepräsidenten und dem Bundesgeschäftsführer besteht. Präsidentin ist seit 2014 Christiane Krajewski. Ehrenpräsidenten sind der ehemalige Staatsminister Gernot Mittler und der Sportpädagoge und ehemalige Professor an der Universität Würzburg Peter Kapustin. Anlässlich der Nationalen Spiele in Garmisch-Partenkirchen im Januar 2013 gab Daniela Schadt, Journalistin und Lebensgefährtin des früheren Bundespräsidenten Joachim Gauck, bekannt, dass sie die Rolle der Schirmherrin von Special Olympics Deutschland für die Dauer der Präsidentschaft von Joachim
Gauck übernehmen werde.
Die Geschäftsstelle befindet sich in Berlin.

## Geschichte
Special Olympics Deutschland (SOD) wurde 1991 als eingetragener Verein gegründet. Zu diesem Zeitpunkt waren fast 150 nationale Special-Olympics-Organisationen weltweit Mitglieder von Special Olympics. Damit war Deutschland eines der letzten entwickelten Länder, die sich anschlossen. Der Grund hierfür liegt in dem niedrigen Stellenwert, der sportlicher Betätigung von geistig beeinträchtigten Menschen bis dahin eingeräumt wurde:

### Vorgeschichte: Teilhabe von geistig beeinträchtigten Menschen am Sport in BRD und DDR
Weder in der DDR noch in der BRD hatten geistig Beeinträchtigte dieselben Chancen auf Teilhabe an sportlicher Betätigung wie nichtbeeinträchtigte Menschen.
Menschen mit geistiger Beeinträchtigung wurden in der BRD bis in die 1970er Jahre in Deutschland keine organisierten Sportangebote gemacht. Der Deutsche Behindertensportverband DBS verstand sich als Verband von körperbeeinträchtigten Sportlern, war gegenüber weiteren Zielgruppen sehr zurückhaltend und befürchtete, dass durch eine Gründung einer deutschen Organisation von Special Olympics eine Konkurrenzorganisation entstehen könnte. Schließlich gründeten engagierte Persönlichkeiten und familiär Betroffene auf Vereinsbasis Sportgruppen für Kinder und Jugendliche mit geistiger Beeinträchtigung, doch eine Integration in die allgemeinen Sportvereine fand nicht statt. Auch die Behinderten-Sportvereine schotteten sich ab, da ihre Mitglieder vor allem Kriegsversehrte und körperbeschädigte Zivilgeschädigte mit einem deutlichen Eliteanspruch waren. Die Teilnahme von Menschen mit geistiger Beeinträchtigung an Wettkämpfen wurde noch Ende der 1970er und bis in die 1980er Jahre grundsätzlich abgelehnt. Angeblich würde diese Personengruppe das Wesen des Wettkampfes nicht verstehen und so könne dieser auch nicht als pädagogische Aufgabe gesehen werden. Außerdem war man besorgt, dass die beeinträchtigten Sportler in den Wettkämpfen zur Schau gestellt würden.
Special Olympics widerlegte durch Praxiserfahrungen und Erfolge die Argumente gegen eine Teilnahme an Sportwettkämpfen. So wurde Normalisierung zum Leitbild und das Bedürfnis, die Möglichkeiten sportlicher Teilhabe zu vergrößern, wuchs. Anfang der 1980er Jahre widmete die Lebenshilfe sich zusammen mit Fachleuten auf Symposien den Themen Spiel, Bewegung, Sport und Wettkampfsport für geistig beeinträchtigte Menschen. Zu diesen Veranstaltungen wurde auch Special Olympics eingeladen und die Organisation erstmals einem größeren Fachpublikum vorgestellt. Von 1981 bis 1987 konnten dann kleine westdeutsche Teams ohne offiziellen Status an Weltspielen und europäischen Spielen von Special Olympics teilnehmen. Unter dem Namen Mein Olympia wurde daraufhin in Unterfranken mit Unterstützung des bayerischen Kultusministeriums die erste zentrale Wettkampfveranstaltung für geistig beeinträchtigte Menschen ins Leben gerufen. Initiator war Peter Kapustin, Leiter des Sportinstituts an der Universität Würzburg und Mitbegründer des Sportkreises innerhalb der Lebenshilfe. Nach wenigen Jahren nahmen bereits bis zu 3000 Schüler teil. Mein Olympia war zwar die größte Behindertensportveranstaltung nach dem Konzept von Special Olympics in der Bundesrepublik, doch wegen der fehlenden Einbindung in die Strukturen des organisierten Sports und des Widerstandes des Deutschen Behindertensportverbandes (DBS) erlangte sie keine weitreichendere Bedeutung.
In der damaligen DDR fand eine ähnliche Entwicklung statt. In Berlin-Lichtenberg war ab 1985 auf Initiative von Helmut Siebert, dem Leiter des damaligen kommunalen Stadtbezirksrehabilitationszentrums Berlin-Lichtenberg, eine ähnliche Veranstaltung entstanden: ein Sport- und Spielfest für alle Berliner Tagesförderstätten für geistig Beeinträchtigte. Als 1988 die ersten Nationalen Spiele von Special Olympics in Polen stattfanden, waren auch ostdeutsche Teilnehmer eingeladen. Sieberts Bitte an den DTSB um Unterstützung beim Aufbau einer Special-Olympics-Organisation in der DDR wurde mit der formal richtigen Begründung abgelehnt, dass in der DDR die Betreuung geistig beeinträchtigter Menschen über das Gesundheitswesen organisiert sei und der DTSB nicht Teil dieses Systems sei.

### Anfänge von Special Olympics Deutschland
1991 wurde Special Olympics Deutschland als Kooperationsprojekt der Bundesvereinigung Lebenshilfe für Menschen mit geistiger Behinderung e. V., des Diakonischen Werk der evangelischen
Kirche Deutschlands, des Deutschen Caritasverband e. V. und des DBS gegründet. Dies markierte einen Neuanfang. Es gab nun zum einen, einen gemeinnütziger Verein mit Sitz in Würzburg, zum anderen eine bundesweite Dachorganisation, in der alle Träger und Anbieter von Sportmöglichkeiten für geistig beeinträchtigte Menschen Mitglied werden und sich beteiligen konnten. Bei der Gründungsversammlung des Vereins stellte sich Gernot Buhr erfolgreich für das Amt des ersten Vorsitzenden zur Wahl und übte es bis 2005 aus. Erster Präsident wurde Peter Kapustin. Im Sportinstitut der Universität Würzburg, wo Kapustin eine Professur hatte, wurde eine Bundesgeschäftsstelle eingerichtet.
In den 1990er Jahren kooperierten die vier großen Behindertenverbände Bundesvereinigung Lebenshilfe für Menschen mit geistiger Behinderung e. V., Diakonisches Werk der evangelischen
Kirche Deutschlands, Deutscher Caritasverband e. V. und Verband anthroposophische Heilpädagogik, Sozialtherapie und Soziale Arbeit e. V. immer stärker mit den Behindertensportvereinen und mit Special Olympics Deutschland. Im Frühjahr 1999 organisierten diese vier großen Behindertenverbände erstmals eine Tagung mit dem Deutschen Sportbund, dem Deutschen Behindertensportverband, Special Olympics Deutschland sowie Organisationen, die eigenständige Konzepte zum Sport geistig beeinträchtigter Menschen entwickelten. Das Thema lautete Bewegung, Spiel und Sport von Menschen mit geistiger Behinderung. Erstmals wurde eine Bestandsaufnahme des Sports von Menschen mit geistiger Beeinträchtigung gemacht. Außerdem wurden Perspektiven für den Sport im 21. Jahrhundert in Theorie und Praxis entwickelt. Wichtigstes Ergebnis der Tagung war die nunmehr stärkere Zusammenarbeit der unterschiedlichen Organisationen. Die vier Fachverbände der Behindertenhilfe, der DBS und SOD treffen sich seitdem regelmäßig einmal im Jahr zu einem Austausch (Runder Tisch – Bewegung, Spiel und Sport von Menschen mit geistiger Behinderung), um gemeinsam das Ziel Sport für alle auch für Menschen mit geistiger Beeinträchtigung zu erreichen. Zu diesem Runden Tisch stieß als weiterer Sportanbieter das Forum Integrationssport hinzu.
Special Olympics Berlin fand als erste Veranstaltungsreihe regelmäßig unter dem Namen Special Olympics statt. Die ersten nationalen Spiele wurden 1998 in Stuttgart ausgerichtet.
2005 erlebte Special Olympics Deutschland eine Führungskrise, die zur Schließung der Würzburger Geschäftsstelle führte. Kurzfristig gelang es, eine neue Bundesgeschäftsstelle in Berlin zu eröffnen.
Nach einer Satzungsänderung von 2006 untergliederte sich der Verein in Landesverbände, etwa den Special Olympics Deutschland in Berlin e. V.
Seit 2007 ist der eingetragene Verein als Verband mit besonderen Aufgaben ein Mitglied des Deutschen Olympischen Sportbundes (DOSB), seit Dezember 2018 gehört er dort zur Gruppe der Spitzensportverbände.

### Resonanz in der Öffentlichkeit
Das öffentliche Interesse am Sport geistig beeinträchtigter Menschen generell und den Special Olympics im Besonderen ist in Deutschland weit geringer als etwa in den USA oder in Österreich.
Bei den Special Olympics World Summer Games 2023 in Berlin bahnte sich jedoch ein Wandel an: Hier arbeitete die Medienallianz aus den elf größten Sport berichterstattenden Medien erfolgreich mit Special Olympics zusammen: ARD, BILD, DAZN, Deutsche Telekom, Dyn, RTL, SevenOne, Sky, Sportdeutschland.TV, Sport1 und ZDF engagierten sich in verschiedenen Formaten wie digitalen und linearen Übertragungen sowie Livestreams, Berichterstattungen vorab und während des Events. Diese Kooperation wird bei den Nationalen Winterspielen 2024 in Thüringen fortgesetzt. In der Fortsetzung der Allianz neu dabei sind Dyn und Sportdeutschland.TV.

## Konzeption und Regelwerk
Der Verein begreift sich über seine Funktion als Sportverband hinaus als Alltagsbewegung. Im Zentrum stehen Gemeinschaft, Gemeinsamkeit, Teilhabe und ein erleichterter Zugang zu einer Gesundheitsvorsorge. Aus diesem Grund hat Special Olympics Deutschland ein Familien- und Gesundheitsprogramm (Healthy Athletes) ins Leben gerufen.
Um dem Inklusionsgedanken Rechnung zu tragen, wurde Unified Sports entwickelt. Dabei sind in einem Team jeweils eine etwa gleiche Anzahl von Sportlern mit und ohne geistige Beeinträchtigung. In Deutschland trainieren etwa 1.500 Sportler nach diesem Prinzip.
Die Wettbewerbe werden in allen verfügbaren Sportarten nach den weltweit verbindlichen Regeln von Special Olympics (general rules) durchgeführt: Je nach Vorleistung werden die Athleten in homogene Leistungsgruppen eingeteilt. Auf diese Weise konkurrieren immer Athleten mit gleicher Leistungsstärke in kleinen Gruppen. Diese Einteilung in Leistungsniveaugruppen bezieht möglichst alle Menschen mit geistiger Beeinträchtigung ein, sodass auch schwer beeinträchtigte Personen Chancen auf eine Medaille haben. Alle Wettkämpfer erhalten eine Medaille, sei es nun in Form von Gold, Silber, Bronze oder Kupfer. Die Wettkämpfe sollen zu einer kontinuierlichen, angeleiteten Vorbereitung motivieren und so eine Bindung an den Sport erreichen.

## Aufgaben und Aktivitäten

### Überblick über die Aufgaben
Special Olympics Deutschland fördert die Weiterbildung von Übungsleitern, Trainern, Lehrern und Interessierten und ist als Geschäfts-, Informations- und Kontaktstelle für den Sport geistig beeinträchtigter Menschen Ansprechpartner auf der Grundlage der Special Olympics Idee. Der Sport wirbt für eine Verbesserung der gesellschaftlichen Anerkennung und Integrationsmöglichkeiten des Menschen mit geistiger Beeinträchtigung. Als Maßnahmen sind die Hilfen zur Unterstützung des Sports der Zielgruppe in Behinderteneinrichtungen und in Sportvereinen zu nennen. Außerdem ist es Aufgabe von Special Olympics Deutschland, die nationalen Voraussetzungen für internationale Begegnungen zu schaffen, z. B. für die Weltspiele von Special Olympics International alle vier Jahre. Für die Entsendung deutscher Sportler mit geistiger Beeinträchtigung zu den internationalen europäischen Wettkämpfen und den Weltspielen von Special Olympics International wird Special Olympics Deutschland vom Bundesministerium des Innern gefördert.
Jedes Jahr werden über 220 Sportveranstaltungen auf internationaler, nationaler, regionaler und lokaler Ebene ausgerichtet. In den 1990er Jahren wurden in Deutschland etwa 8.000 Teilnehmer pro Jahr erreicht.

### Nationale Spiele
Höhepunkt sind die Nationalen Spiele, die seit 1998 ausgetragen werden. 2004 erreichten sie qualitativ und quantitativ annähernd paralympisches Niveau und entwickelten sich weiter.
Die Spiele 2012 in München hatten sich zum Ziel gesetzt, den Medien und der Bevölkerung ein inklusives Sportfest zu bieten. Durch die breite politische und damit auch finanzielle Unterstützung durch Stadt und Land war eine gute Organisation möglich und es wurde ein Teilnahmerekord erreicht.
Seit 2018 finden die nationalen Spiel im zweijährigen Wechsel als Sommer- und Winterspiele statt.

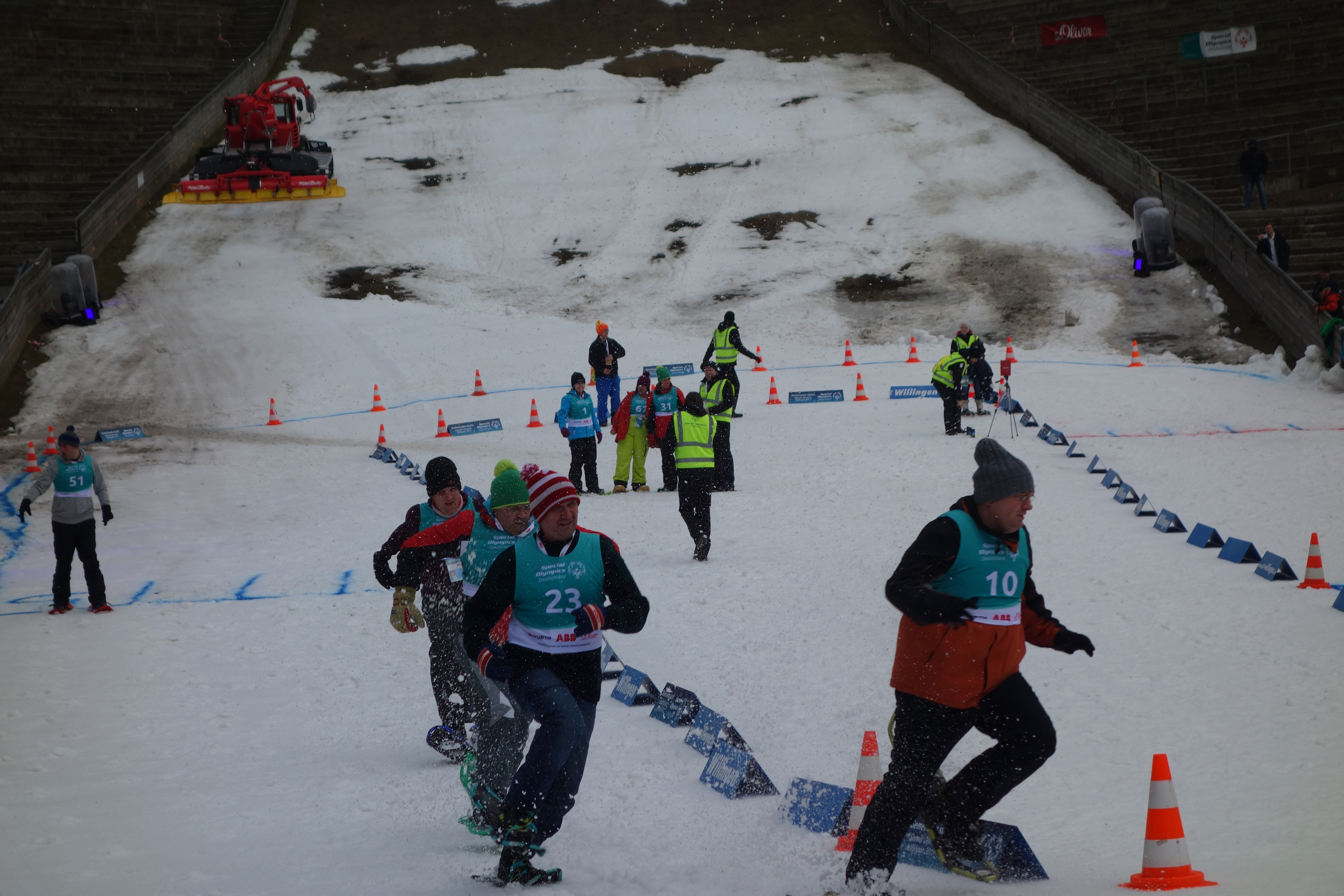
Special Olympics Deutschland, Winterspiele 2017 in Willingen, Schneeschuhlauf-Wettbewerb

- 1998 Stuttgart, knapp 1000 Teilnehmer, 6 Sportarten[13]
- 2000 Berlin, 2000 Teilnehmer, 10 Sportarten[13]
- 2001 Zwiesel (Winterspiele), 337 Teilnehmer[22]
- 2002 Frankfurt am Main, 2625 Teilnehmer[22]
- 2003 Allgäu, 500 Teilnehmer
- 2004 Hamburg
- 2006 Berlin
- 2008 Karlsruhe, 3600 Teilnehmer[24]
- 2010 Bremen
- 2012 München, über 5.000 Athleten in 19 Sportarten und insgesamt 15.000 aktiv beteiligte Personen[23]
 Diese Spiele setzten den Inklusionsgedanken in mehrfacher Hinsicht um: In mehreren Sportarten traten beeinträchtigte und nicht beeinträchtigte Menschen gemeinsam an, die Eröffnungs- und die Abschlussfeier hatten ebenso olympisches Niveau wie die Sportstätten, die Medien berichteten respektvoll und umfassend, beeinträchtigte Sportler konnten sich selbst vertreten und ihre Interessen umfassend wahrnehmen.[25] Dabei waren die Voraussetzungen durchaus nicht günstig gewesen: Special Olympics war bis dahin wenig bekannt gewesen, es bestanden Vorurteile gegen beeinträchtigte Menschen, die Einnahmen waren spärlich und die Athleten in vielen organisatorischen Bereichen mit großen Herausforderungen konfrontiert. Zu nennen sind hier unter anderem die Stressanfälligkeit der geistig beeinträchtigten Athleten, der hohe Betreuungsbedarf sowie die Tatsache, dass auch Athleten ohne Lesekompetenz und solche mit Orientierungsproblemen antraten.[26]
- 2013 Garmisch-Partenkirchen
- 2014 Düsseldorf
- 2015 Inzell
- 2016 Hannover
- 2017 Willingen
- 2018 Kiel
- 2020 Berchtesgaden
- 2022 Berlin
- 2024 Oberhof, Erfurt und Weimar (Winterspiele), 29. Januar bis 2. Februar 2024, zehn Sportarten, Motto #GemeinsamStark, mehr als 900 Teilnehmende[27]
- 2026 Saarland[28]

### Teilnahme an Weltspielen vor 2020
(Quelle:)
- 2011 Special Olympics World Summer Games, Athen (151 Athletinnen und Athleten)
- 2013 Special Olympics World Winter Games, PyeongChang, Südkorea (70 Athletinnen und Athleten)
- 2015 Special Olympics World Summer Games, Los Angeles, USA (115 Athletinnen und Athleten)
- 2017 Special Olympics World Winter Games, Graz-Schladming-Ramsau, Österreich (72 Athletinnen und Athleten)
- 2019 Special Olympics, World Summer Games, Abu Dhabi (164 Athletinnen und Athleten)

### Special Olympics World Summer Games 2023 in Berlin
Im November 2018 wurde Special Olympics Deutschland von Special Olympics International für die Ausrichtung der Special Olympics World Summer Games 2023 (SOWG 2023) in Berlin ausgewählt. Die Gesamtkosten belaufen sich auf rund 88,5 Millionen Euro, die von der Bundesrepublik Deutschland, dem Bundesland Berlin, Special Olympics Deutschland, Sponsoren und der EU getragen werden. Der Anteil der Bundesrepublik und des Landes Berlin beträgt je rund 35 Millionen Euro.
Im Team SOD für die Weltspiele 2023 traten in 25 Sportarten 411 Athletinnen und Athleten sowie Unified Partnerinnen und Partner (ohne Beeinträchtigung) aus fünfzehn Landesverbänden an. Begleitet wurden sie von 130 Trainerinnen und Trainern sowie weiteren Delegationsmitgliedern wie Ärztinnen, Ärzten, Fotografen und Fotografinnen. Damit stellte Deutschland das größte Team der Weltspiele. Im Vorfeld hatte der deutsche Verband dafür 50 Trainingslehrgänge durchgeführt.
Unified Teams starteten für Deutschland im Badminton, Basketball, Beachvolleyball, Boccia, Bowling, Fußball, Futsal, Handball, Kanu, Segeln, Tennis und Tischtennis. Für das Team Deutschland waren 59 Unified Partner ohne geistige Beeinträchtigung gemeldet.
Die Sportarten mit der geringsten Zahl von Athletinnen und Athleten waren Rhythmische Sportgymnastik (Special Olympics) mit vier und Turnen (Special Olympics) mit zwei Personen, die größten Sportarten waren Fußball (Special Olympics) mit der Kapitänin Nicola Brings und einer Teamstärke von 55, Basketball (Special Olympics) und Futsal (Special Olympics) mit je 40 und Handball mit 36. Aus den Special Olympics Landesverbänden Nordrhein-Westfalen und Baden-Württemberg kamen die größten regionalen Teams mit einer Personenstärke von 115 beziehungsweise 112. Die jüngste deutsche Athletin war die 13 Jahre alte Turnerin Annabelle Tschech-Löffler.
Das deutsche Fußballteam war in der Vorrunde auf deutlich unterlegene Delegationen getroffen und hatte aus Gründen des Fair Play absichtlich schwächer gespielt. Doch dies wirkte sich für das deutsche Team nachteilig aus: Wegen des schlechteren Torergebnisses im Vergleich zu Ägypten wurde es für die Wettbewerbe um die Medaillen in eine niedrigere Gruppe eingeteilt. Der Trainer der ägyptischen Mannschaft schätzte sein Team auch schlechter ein als das deutsche, und es wurde versucht, die Gruppen zu tauschen, doch der Antrag wurde abgelehnt. So setzte sich die Unterforderung des deutschen Teams fort: Im Halbfinale hieß es 25:0 gegen die Schweiz, im Finale gegen Uganda beließ es das Team bei einem 9:0.
Das Team SOD konnte mehr als 200 Medaillen sowie hunderte Topplatzierungen erreichen. Darunter waren 76 Gold-, 77 Silber- und 93 Bronzemedaillen.

### Teilnahme an Weltspielen nach 2023
- 2025 Special Olympics World Winter Games, Turin, Italien (53 Athletinnen und Athleten)[37]

### Bildungsangebote und wissenschaftliche Arbeit

#### Special Olympics Deutschland Akademie (SODA)
Im Jahr 2006 wurde die Special Olympics Deutschland Akademie (SODA) gegründet. Für ihre Bildungsangebote, die die Selbstbestimmung von Menschen mit geistiger Beeinträchtigung fördern wollen, nutzt sie ein Netzwerk von Fachleuten aus Einrichtungen der Behindertenhilfe, Sportvereinen, Schulen und Universitäten. Die inhaltlichen Schwerpunkte liegen in den Bereichen geistige Beeinträchtigung, Gesundheit, Sport und Inklusion für und mit Menschen mit geistiger Beeinträchtigung. Ziel ist die Ausweitung und Verstärkung der Teilhabemöglichkeiten, mit denen die UN-Behindertenrechtskonvention in die Praxis umgesetzt werden kann.

#### Wissenschaftliche Arbeit
2006 wurde in Hamburg der erste Kongress von SOD veranstaltet, 2007 der zweite in Bremen. Zu der Bremer Tagung wurde im Rahmen der Kieler Schriften zur Sportwissenschaft der Universität Kiel ein Tagungsband veröffentlicht.
Während der Special Olympics National Summer Games 2008 in Karlsruhe fand das 2. wissenschaftliche Symposium mit dem Titel „Behinderung, Bewegung, Befreiung – Rechtlicher Anspruch und individuelle Möglichkeiten im Sport von Menschen mit geistiger Behinderung“ statt.
Über einen langen Zeitraum untersuchte Special Olympics Deutschland das kardiovaskuläre Risikoprofil von Menschen mit geistiger Beeinträchtigung mit Hilfe von internationalen, standardisierten Messinstrumenten. 2018 wurden auf dem 52. Kongress für Allgemeinmedizin und Familienmedizin in Innsbruck Ergebnisse vorgestellt, die einen Vergleich des Auftretens der Risikofaktoren zwischen Teilnehmern von SOD und anderen Menschen mit geistiger Beeinträchtigung auswerteten. Es zeigte sich, dass Rauchen, körperliche Inaktivität und Übergewicht häufiger bei anderen Menschen mit geistiger Beeinträchtigung auf als bei Teilnehmern von Special Olympics.

## Unterstützung und Finanzierung
Da SOD deutsche Sportler mit geistiger Beeinträchtigung zu den internationalen europäischen Wettkämpfen und den Weltspielen von Special Olympics International (SOI) entsendet, gewährleistet die Organisation, dass sich Deutschland zu dem Thema Inklusion im Sport auch international positioniert.
Daher erhält SOD vom BMI eine anteilsmäßige Förderung der Geschäftsstelle und der Entsendung der deutschen Mannschaft zu internationalen Wettkämpfen. Die Rahmenbedingungen der Förderungen weichen grundlegend von denen im Spitzensport ab. Ziel ist es, die Qualität des Sportangebots für Menschen mit geistiger Beeinträchtigung zu verbessern und gleichzeitig die Selbstbestimmung dieser Menschen zu stärken.
Ab dem Haushalt 2016 wurde die Fördersumme für SOD gesteigert, damit der Verband auch in Zukunft im internationalen Wettbewerb mithalten kann. Mit den Mitteln wurde die Förderung des Personals ausgeweitet, außerdem wurde eine Sportjahresplanung implementiert, wie sie auch bei den anderen (Behinderten-)Sportverbänden im Spitzensport existiert.
Sky Deutschland setzt sich in der täglichen Berichterstattung und im unternehmerischen Handeln für eine größere Akzeptanz und eine Ausweitung der Wahrnehmung von Behindertensport ein. Die Nationalen Sommerspiele von Special Olympics Deutschland im Mai 2012 in München wurden von verschiedenen Abteilungen von Sky Deutschland unterstützt. Es wurden unter anderem 34 Volunteers für die Durchführung der Skaterwettbewerbe gestellt, die vom Unternehmen für zwei Tage freigestellt worden waren, für das Rahmenprogramm der Spiele wurde eine Showbühne im Olympiapark zur Verfügung gestellt und für die Berichterstattung fand der Besuch eines Athletensprechers im Studio statt. Auch spätere Nationale Spiele wurden finanziell und organisatorisch gefördert.
Unterstützt wird Special Olympics Deutschland unter anderem von Adidas, s.Oliver, BGW, Schufa, Würth und Sport-Thieme. Im Jahr 2023 schloss Special Olympics für den Zeitraum 2024 bis 2026 mit der Deutschen Telekom einen Partnerschaftsvertrag, nachdem diese bereits die Special Olympics World Summer Games 2023 unterstützt hatte.

## Auszeichnungen
Die 39 Athletinnen und Athleten von Special Olympics Bayern erhielten nach den Weltspielen 2023 in Berlin den Bayerischen Sportpreis in der Kategorie Jetzt erst recht!

## Erfolgreiche deutsche Athletinnen und Athleten bei Special Olympics (Auswahl)
- Valentina Beck, Leichtathletik, Schneeschuhlaufen und Radsport
- Stefanie Drescher, ID-Judo
- Samantha Eckert, Tennis
- Luisa Egersdörfer, Turnen
- Luisa Fußy, Reiten
- Laura Hardy, Schwimmen
- Johanna Heins, Segeln
- Tanja Helminger, Schwimmen, Tennis, Skifahren und Snowboard
- Lara Holzmüller, ID-Judo
- Daniela Huhn, Badminton
- Elke Jäger, Freiwasserschwimmen
- Timo Karmasch, ID-Judo
- Katrin Kerkau, Tischtennis
- Miriam Klimetzek, Leichtathletik
- Kristine Koch, Schwimmen
- Heidi Kuder, Leichtathletik (Special Olympics)
- Andrea Kuhne, ID-Judo
- Annika Meissner, Leichtathletik
- Stefanie Lutz, Golf und Roller Skating
- Petra Constanze Pithan, Golf
- Paula Polak, Tennis
- Mirjam Prahst Martinez, Schwimmen
- Lisa Preiß, Reiten
- Alexandra Reck, Golf
- Sophie Rensmann, Tennis und Alpinski
- Juliana Rößler, Kanusport
- Alessia Schmidt, ID-Judo
- Sophia Schmidt, Tennis
- Verena Senger, Hockey
- Jasmin Siebelitz, ID-Judo
- Patrizia Spaulding, Freiwasserschwimmen
- Leonie Spehr, Leichtathletik
- Annabelle Tschech-Löffler, Turnen
- Natascha Wermelskirchen, Fußball
- Bastian Wind, ID-Judo